# Cinque giorni
Cinque giorni è un singolo pubblicato del 1994 del cantautore italiano Michele Zarrillo.

## Il brano
Scritto da Michele Zarrillo insieme a Vincenzo Incenzo è ritenuto tra i più rappresentativi della sua discografia. Venne presentato al 44º Festival di Sanremo nella sezione Campioni, arrivando al 5º posto nella classifica finale della kermesse e inserito nell'album Come uomo tra gli uomini.
Il brano risultò uno straordinario successo popolare e di vendite, entrando di diritto tra i classici della canzone italiana.
Nel 1997 la canzone viene tradotta in lingua spagnola con il titolo Cinco días e inserita nell'omonimo album pubblicato in Spagna.

## Tracce
Download digitale
1. Cinque giorni
2. Cinco días

## Classifiche
| Classifica (1994) | Posizione |
| ----------------- | --------- |
| Italia            | 12        |

## Cover

### La versione di Fiorello
Nel 1995 Fiorello realizza una cover inserendola nell'album Finalmente tu.

### La versione di Laura Pausini
Nel 2006 la cantante italiana Laura Pausini realizza una cover di Cinque giorni. È il 4º ed ultimo singolo estratto nel 2007 solo in Brasile dall'album Io canto del 2006.

#### Descrizione
La canzone viene tradotta in lingua spagnola da Ballesteros Díaz con il titolo Cinco días e inserita nell'album Yo canto. Questa versione non viene estratta come singolo in Spagna e in America Latina e pertanto non viene trasmessa in radio e non è presente il videoclip.
Pur non esistendo il CD singolo, il brano in lingua italiana viene trasmesso quindi in radio in Brasile; non viene realizzato il videoclip del brano.

#### Tracce
Download digitale
1. Cinque giorni
2. Cinco dias

#### Pubblicazioni
Cinque giorni viene inserita in versione Live nell'album San Siro 2007 del 2007 (Medley audio e video).

### La versione di Will
Nel 2023 il cantante italiano Will si è esibito con tale brano, insieme allo stesso Zarrillo, durante la quarta serata del Festival di Sanremo 2023, dedicata alle cover. Il 23 marzo seguente pubblica la sua versione solista su tutti gli store digitali.
La versione di Lord Jay
Nel 2023 il cantante italiano Lord Jay (all'anagrafe Mariano Rocco) si esibisce in giro per l'Italia con una propria versione pop punk del brano, prodotto da Mish∀ (all'anagrafe Michele Viviani). Il 3 Aprile 2024 decide di pubblicarla su tutti gli store digitali con il titolo "Come Farò (Cinque Giorni)".